# Amguid (Stadt)

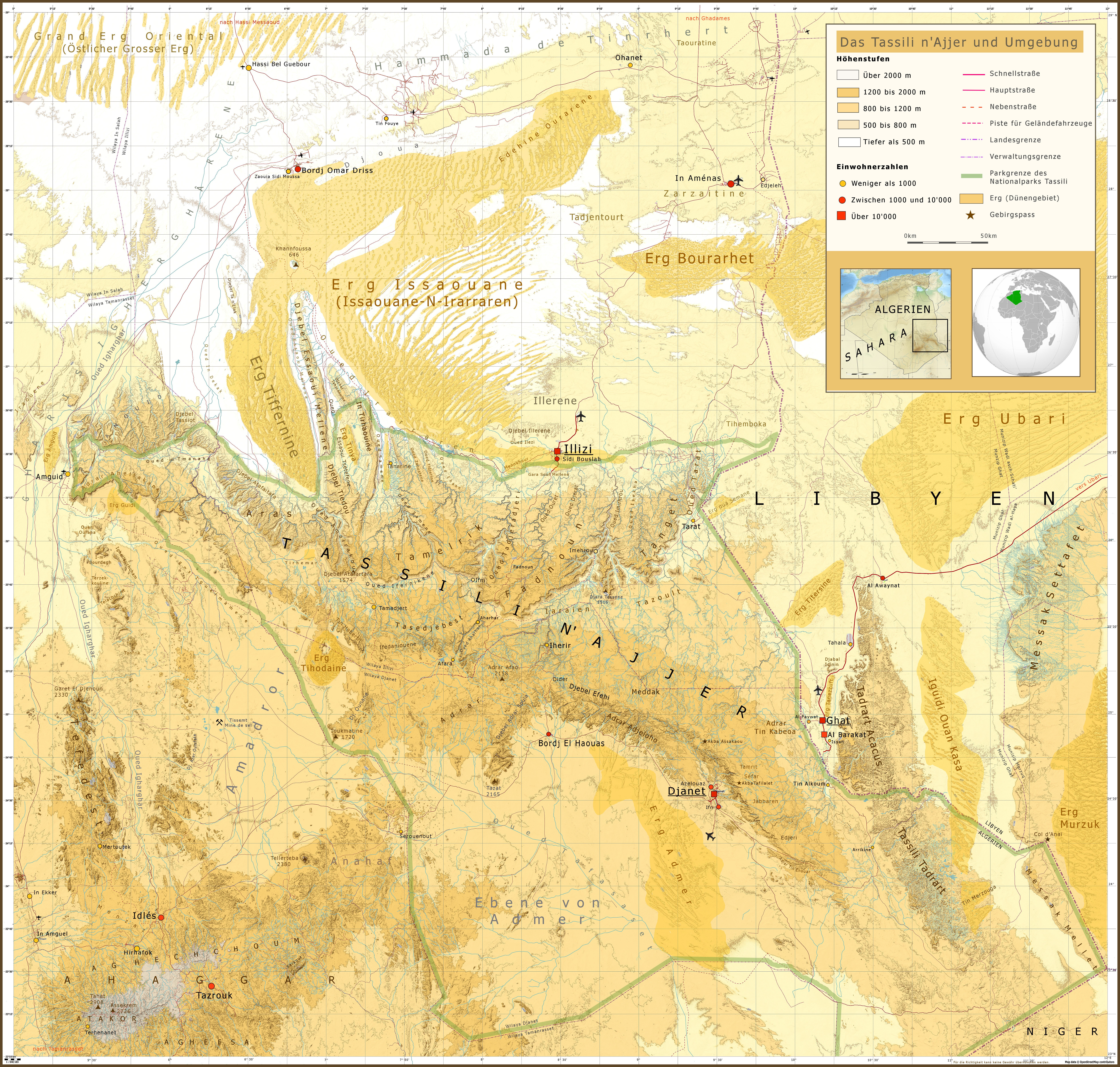
Topografische Karte des Tassili n'Ajjer. Amguid liegt ganz im Westen.

Amguid (arabisch أمقيد; weitere Schreibweise: Amqid) ist ein Dorf in der südalgerischen Provinz Tamanrasset.

## Lage
Amguid ist ein Dorf in der Gemeinde Idles, im Distrikt Tazrouk in der Provinz Tamanrasset. Es liegt im abgelegenen nördlichsten Teil der Provinz, etwa 400 Kilometer nördlich von Tamanrasset und 310 Kilometer westlich von Illizi.

## Geographie
Amguid liegt im weiten Tal des Oued Igharghar unmittelbar am Fuß der westlichsten Ausläufer des Tassili n'Ajjer-Gebirges und am Rand des Nationalparks Parc culturel du Tassili.
Etwa 6 km nordwestlich von Amguid beginnt die Sandwüste des kleinen Erg Amguid.
Der Amguid-Krater liegt 103 km südwestlich des Ortes.

## Geschichte
Während der französischen Kolonialherrschaft befand sich in Amguid das Fort Amguid Vieux, dessen bauliche Reste heute noch bestehen.

## Infrastruktur und Verkehr
Amguid verfügt über eine Schule mit Sportplatz, einen Wasserturm und einen Stützpunkt der Gendarmerie nationale. Mehrere Photovoltaikanlagen versorgen das Dorf mit elektrischem Strom.
Amguid liegt an der nicht asphaltierten Nationalstraße RN 54 (Piste) von Bordj Omar Driss (265 km im Nordosten) nach In Ekker (270 km im Süden), wo sie in die Nationalstraße RN 1 mündet, welche weiter nach Tamanrasset führt. Da Amguid über keine Tankstelle verfügt, müssen Fahrzeuge einen ausreichend großen Treibstoffvorrat mitführen.
Etwa 5 km südwestlich von Amguid befindet sich der Militärflughafen Aéroport Amguid (algerischer Code: DZ-0016) mit einer 2,7 km langen Nord - Süd gerichteten asphaltierten Start- und Landebahn.
Rund 5 km südlich von Amguid und 2 km östlich vom Militärflughafen befindet sich der befestigte militärische Stützpunkt GIR Amguid der Gendarmerie nationale, wo Spezialeinsatzkräfte stationiert sind.
Amguid ist des Weiteren Endpunkt der Gräberpiste, einer 480 km langen Piste, welche von Illizi nach Amguid führt. Die landschaftlich reizvolle und sehr abgelegene Strecke ist nur mit Geländefahrzeugen zu befahren.